# Castagnade
 (août 2011).
Si vous disposez d'ouvrages ou d'articles de référence ou si vous connaissez des sites web de qualité traitant du thème abordé ici, merci de compléter l'article en donnant les références utiles à sa vérifiabilité et en les liant à la section « Notes et références ».

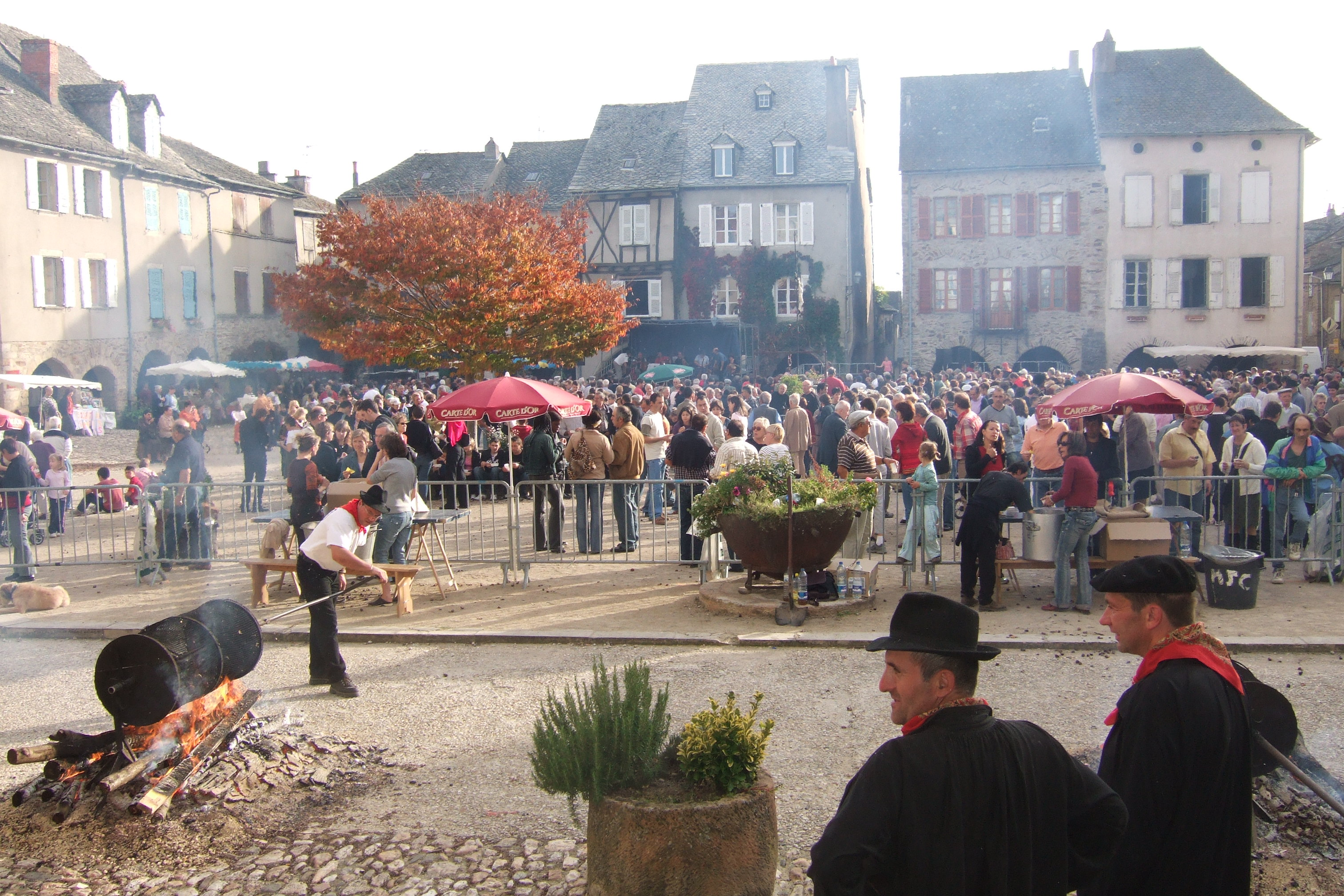
Castagnade.

On appelle castagnade ou plus proprement roustide l'action de « châtaigner », c'est-à-dire « ramasser des châtaignes » (en occitan acampar las castanhas). La pratique qui consistait naguère à manger en famille ou entre voisins des châtaignes grillées était appelée « roustide » (de l'occitan rostida, littéralement une « rôtie »). Ce n'est que récemment, depuis les années 1980, que le terme castagnade est apparu, concurrençant voire remplaçant progressivement celui de roustide.
Synonyme de dégustation de châtaignes, la castagnade est aujourd'hui une fête liée aux châtaignes. Ce nom désigne aussi une série de fêtes de la châtaigne en Ardèche, dont le parc naturel régional des Monts d'Ardèche assure la promotion depuis 2001.

## Castagnades d'Ardèche
Les fêtes de la châtaigne se déroulent chaque année à l'automne, après la récolte. Sont appelées castagnades celles qui se trouvent sur le périmètre du parc naturel régional des Monts d'Ardèche.

### La châtaigne, son économie et l’appellation d'origine contrôlée
L'histoire de la culture de l'« arbre à pain » est centrée sur la châtaigne et son arbre. En effet, ce fruit constituait la base de l’alimentation des hommes et des bêtes. Conservée sous différentes formes (séchée, en farine…), elle permettait de faire une provision de nourriture pour l’année.
L’arbre abattu fournissait le bois de charpente, de menuiserie et de tonnellerie. Son essence, riche en tanin, est réputée pour être inaltérable et défier le temps. Son tronc creux fermé par une porte sert encore à abriter des essaims d’abeilles, ce meuble porte le nom de « berle ».
La châtaigne est également une ressource économique. Vers 1860, sa production s’étendait sur le double de la châtaigneraie actuelle. C’est en pleine révolution industrielle (1882) que Clément Faugier réalise pour la première fois en quantité industrielle le marron glacé. Il va bouleverser la transformation de la châtaigne en imaginant des produits comme la crème et la purée de marrons.
Tous les acteurs de la filière châtaigne sont représentés en Ardèche, ce qui équivaut à plus de 1 000 emplois à temps plein entre la production, la transformation et la commercialisation. En 2004, la production ardéchoise de châtaignes était de 5 400 Tonnes, soit 50 % de la production française.
La production de châtaigne a ainsi énormément influencé la vie locale. Par exemple, comme le montrent Robert et Antoinette Sauvezon et Christian Sunt (2000), le châtaignier a introduit, en Ardèche et en Cévennes, « toute une organisation sociale, à travers des “loues”, foires destinées à la location de main-d’œuvre pour le ramassage, et au travers des rapports sociaux qui s’établissent même temporairement, avec des gens venus d’ailleurs ».
La production de la châtaigne d’Ardèche représente un énorme réseau de professionnels soucieux de valoriser « le fruit » de leur travail et de leur région par une appellation d'origine contrôlée.

### Historique de l'AOC
- Septembre 1998 : l'Institut National des Appellations Origine (INAO) examine les demandes, les motivations des castanéiculteurs ardéchois (Syndicat des producteurs de la châtaigne d’Ardèche).
- 30 mars 2000 : l'INAO accorde le principe de reconnaissance en AOC pour la châtaigne d'Ardèche fraîche.
- 27 mars 2006 :  l’INAO valide définitivement les cahiers des charges de l’AOC.
- 30 juin 2006 : les décrets de l’appellation paraissent au Journal officiel de la République.

### ÀJaujac
L’organisation en 2006 a été principalement assurée par le comité des fêtes, en partenariat avec le syndicat d’initiative du Lignon et de Salyndre, le Parc naturel régional (PNR) des Monts d’Ardèche, les associations locales, les producteurs de la région et de nombreux bénévoles du village (environ 80 personnes).

### ÀPrivas
L’organisation en 2006 a été principalement assurée par le service communication et animation de la ville, en partenariat avec le comité des fêtes et le PNR des Monts d’Ardèche, les associations locales, les producteurs et artisans de la région et aussi d’autres départements.

### ÀDésaignes
L’organisation en 2006 a été principalement assurée par le comité de foire, une association de bénévoles qui organise divers évènements sur la commune. Ce comité délègue deux missions lors des « castagnades » : l’association sportive de la vallée du Doux s’occupe de la gestion de la buvette, et l’Amicale laïque (parents d’élèves) organise le déjeuner autour d’un menu bombine. Les deux partenaires principaux sont la municipalité, pour son apport financier, et le PNR pour son soutien technique.

### ÀAntraigues-sur-Volane
L’organisation en 2024 a été assurée par l’association Randamont, association de randonnées et d’accueil en moyenne montagne, en partenariat avec le PNR, Parc Naturel Régional des Monts d'Ardèche, et la municipalité de Vallées d'Antraigues-Asperjoc par son soutien logistique. 

### ÀJoyeuse
L’organisation en 2006 a été principalement assurée par l’association du Salon gourmand et artisanal, en partenariat avec la commune de Joyeuse et la communauté de communes le Pays Beaume-Drobie, les communes de Rosières et de Lablachère, la Chambre de commerce et d’industrie du département et le PNR des Monts d’Ardèche.

### ÀSaint-Pierreville
L’organisation en 2006 a été principalement assurée par la Maison du châtaignier en partenariat avec la communauté de communes des Châtaigniers pour son apport financier et le PNR pour son soutien technique. La communauté de communes des Châtaigniers organise chaque année une castagnade dans une de ses six communes sur le principe d’un roulement.

### ÀSaint-André-Lachamp
L’organisation en 2006 a été principalement assurée par le comité des fêtes en partenariat avec le PNR des Monts d’Ardèche, les associations locales, les producteurs de la région et de nombreux bénévoles du village.

### ÀChalencon
La dernière  castagnade a eu lieu le 31 octobre 2010. Elle s'est faite en partenariat avec le PNR des Monts d’Ardèche, les associations locales, les producteurs de la région et de nombreux bénévoles du village.

### Enquête 2006
Le service tourisme du parc naturel régional des Monts d'Ardèche a commandé en septembre 2006 aux étudiants de la Licence professionnelle promoteur du patrimoine territorial l’administration de questionnaires lors des castagnades : cette étude de fréquentation et de satisfaction porte sur 7 des 8 castagnades (Saint-Laurent-des-Bains ne disposant pas de programmation week-end et la présence d’un grand nombre de curistes autour de cette ville ne concernant pas directement le public de castagnades).
Un total de 974 questionnaires ont été administrés durant les week-ends d'automne, entre le 15 octobre 2006 et le 12 novembre 2006, pendant le déroulement des fêtes.